# Aguja Cuatro Dedos
La aguja o cerro Cuatro Dedos es una montaña en Chile que se encuentra ubicada en el sitio natural Cordillera del Chaltén del parque nacional Bernardo O'Higgins en la comuna de Natales, provincia de Última Esperanza en la región de Magallanes y Antártica Chilena. Es parte del cordón Torre.

## Ascenciones
Rab Carrington y Alan Rouse el 24 de enero de 1977 hacen la primera ascensión de la aguja, partiendo desde el glaciar Torre comienzan por un largo canalón lleno de nieve hasta alcanzar el col Cuatro Dedos - CAT y luego escalan ocho largos sobre el espolón noroeste hasta la cumbre.
En 1990 Toni Ponholzer y Tommy Bonapace después de un intento el 17 de setiembre escalan un canal en la pared este y por fisuras cubiertas de hielo llegan a la cumbre más alta. Dos meses después el 13 de diciembre vuelven a la aguja y por la misma ruta escalan todos los dedos.